# Krtek obecný
Krtek obecný (Talpa europaea Linné, 1758) je menší hmyzožravec žijící převážně pod zemí. Při budování chodeb tvoří na povrchu typické hromádky zeminy zvané krtina, lidově krtinec. Je celým vývojem a životem vázán na půdu (je tzv. geobiont), přičemž je jediným savcem-geobiontem žijícím v ČR.

Dříve česky krt obecný, krtek evropský.

## Taxonomie

### Vědecká synonyma
- Talpa europea Linnaeus, 1758[2]

## Rozšíření
Je rozšířen ve velké části Eurasie od Velké Británie až po západní Sibiř. V ČR se vyskytuje na celém území.

## Popis
- Hmotnost: 65–120 g
- délka: 120–170 mm[3]

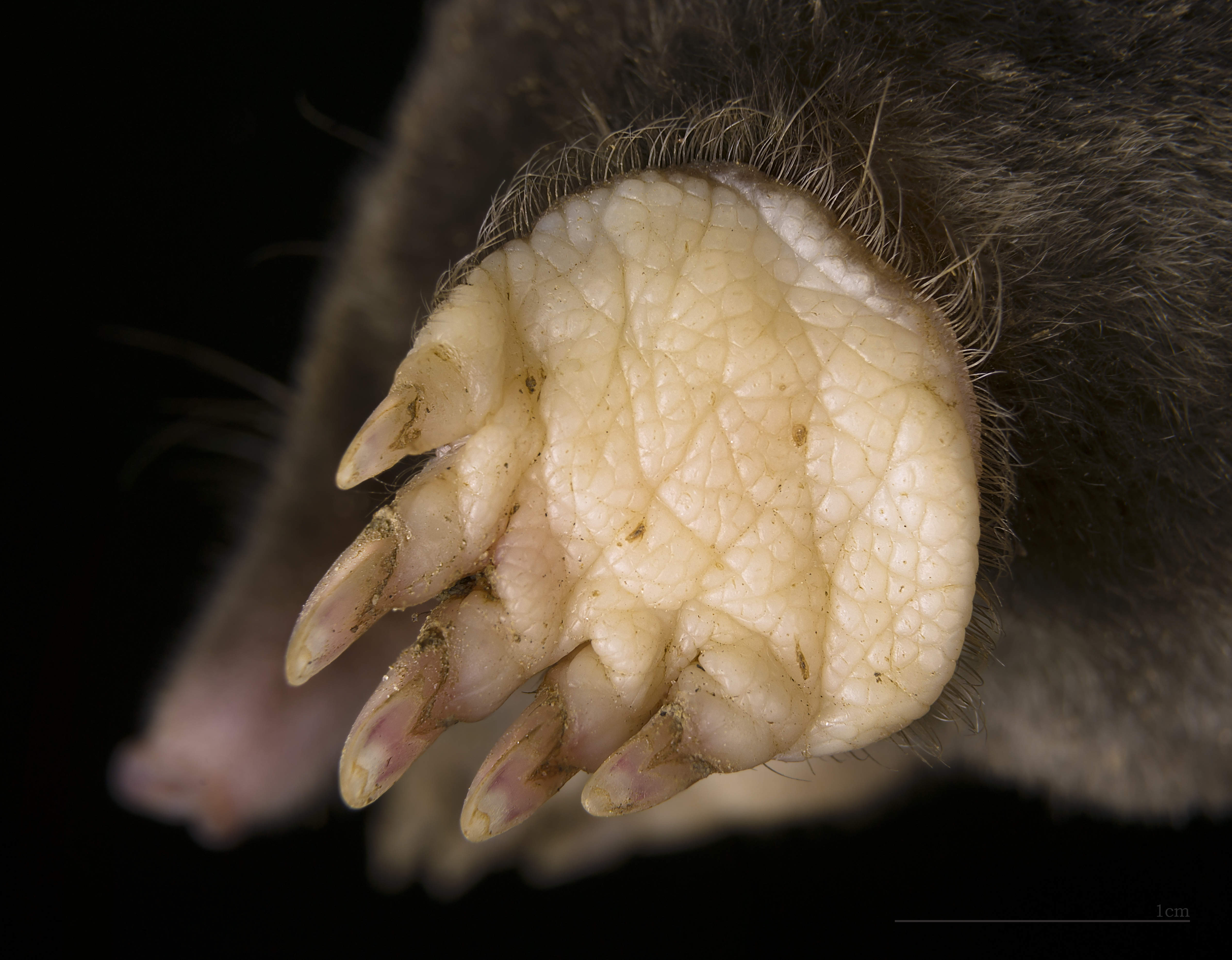
Dlaň předních končetin

Krtek má válcovité tělo s hlavou zeširoka nasedající na trup (jako by neměl krk). Hlavu zakončuje protáhlý růžový rypáček, na jehož spodní straně jsou nosní otvory. Oči jsou malé (mají průměr 1 mm), skryté v srsti. Někdy mohou být zcela zakrnělé a přerostlé kůží. Ušní boltce chybějí a vyústění zvukovodů chrání jen kožní záhyb, ovšem sluch krtka je poměrně dobrý. Kůže je nezvykle tlustá (0,4 mm). Nejlépe vyvinutý má čich. Přední končetiny jsou dobře uzpůsobené k hrabání. Jsou svalnaté, odstávající do stran a s lopatkovitě rozšířenou dlaní, s pěti prsty opatřenými drápky. Zadní končetiny jsou menší; tlapka má délku 16–25 mm. Ocas je dlouhý pouhých 20–42 mm. Krátkou hustou, jakoby sametovou srst má obvykle černou, šedočernou, někdy tmavě hnědou. Vzácně se vyskytují albíni. (Krtci v ČR mívají boky a hřbet sytě černé, spodinu těla šedočernou a tlapky světle růžové. Albinismus je občasný.) Samice jsou obvykle menší než samci.

## Stanoviště
Žije na loukách, v lesích všech typů a intravilánech měst a vesnic, v parcích a zahradách.

## Způsob života
„Krtek obecný tráví většinu života v podzemí v systému chodeb do 50 cm pod povrchem, zřídka hlouběji.“ Celková délka chodeb „se obvykle pohybuje v rozsahu několika desítek metrů.“
Buduje jednak obytné chodby, jednak okružní, ve kterých loví potravu. Při tom tvoří na povrchu typické hromádky zeminy (krtiny). V době, kdy pátrá po samičkách, buduje mělčí chodby.

### Rozmnožování
Samice mívá na jaře (obvykle v březnu až dubnu) po čtyřiceti dnech březosti 3–7 mláďat. Ta se rodí slepá, neosrstěná a velká asi jako fazole; prohlédnou za tři týdny. Zpočátku pijí mateřské mléko, po třech týdnech sama loví. Pohlavně dospívají ve druhé polovině prvního roku života a poprvé se rozmnožují obvykle hned následující jaro.
Dožívá se dvou až pěti let.

### Potrava
Živí se převážně bezobratlými živočichy, které vyhledává pomocí sluchu a čichu a vyhrabává je rypáčkem. Jeho potravou jsou především žížaly, dále plži, různí členovci včetně hmyzu a jeho larev, nymf a kukel. Žížaly ochromené kousnutím do nervového centra může skladovat. Denně spotřebuje více potravy, než je polovina jeho hmotnosti.

## Predace
Mezi predátory krtka obecného patří lasice, liška, sovy a jiní draví ptáci. 

## Ochrana
V České republice je krtek obecný chráněný na úrovni obecné ochrany podle zákona č. 114/1992 Sb., o ochraně přírody a krajiny. Tento zákon chrání všechna volně žijící zvířata a zakazuje jejich bezdůvodné usmrcení nebo mučení. Při správném výkladu zákona hrozí za usmrcení krtka pokuta od veterinární správy až do výše 50 000 korun. P. Stýblo uvádí, že aby usmrcení krtka bylo legální, musel by ho usmrtit „veterinář pomocí smrtící injekce“. Nebo by v zákoně musel být určen způsob usmrcení a přesně vymezeny jeho oprávněné důvody. „Rozrytí trávníku nebo záhonu by k nim ale zcela určitě nepatřilo.“ V souvislosti s krtkem bychom neměli uvažovat, mluvit ani psát o likvidaci, ale o vypuzení, zaplašení z místa, kde nám vadí.

## Krtek v zahradě a na trávníku
Čím krtek prospívá a čím může škodit? Při hloubení chodeb může uvolnit nebo poškodit kořínky (kořeny třetího řádu) stromků, takže se jim po určitou dobu hůře čerpají živiny a voda. Protože však kořínky neožírá, ale naopak likviduje larvy (ponravy, drátovce), které je ožírat mohou, nebo které poškozují brambory, řepu a jinou zeleninu, a za život jich spotřebuje stovky, je vlastně užitečný. Půdě krtek prospívá i tím, že ji provzdušňuje a že pozitivně ovlivňuje vodní půdní režim.
K odpuzování krtka se i preventivně používají různé elektrické a solární plašiče a odpuzovače. Vibrace odpuzují také hlodavce, například hryzce (živí se především kořínky a hlízami) a hraboše (živí se různými částmi rostlin: zelenými částmi, kořeny, oddenky, cibulkami, kůrou mladých stromků). Pokud se krtek již vyskytuje, lze kromě zmíněných plašičů použít také chemické odpuzovače – granulované, práškové, tekuté.

## Galerie

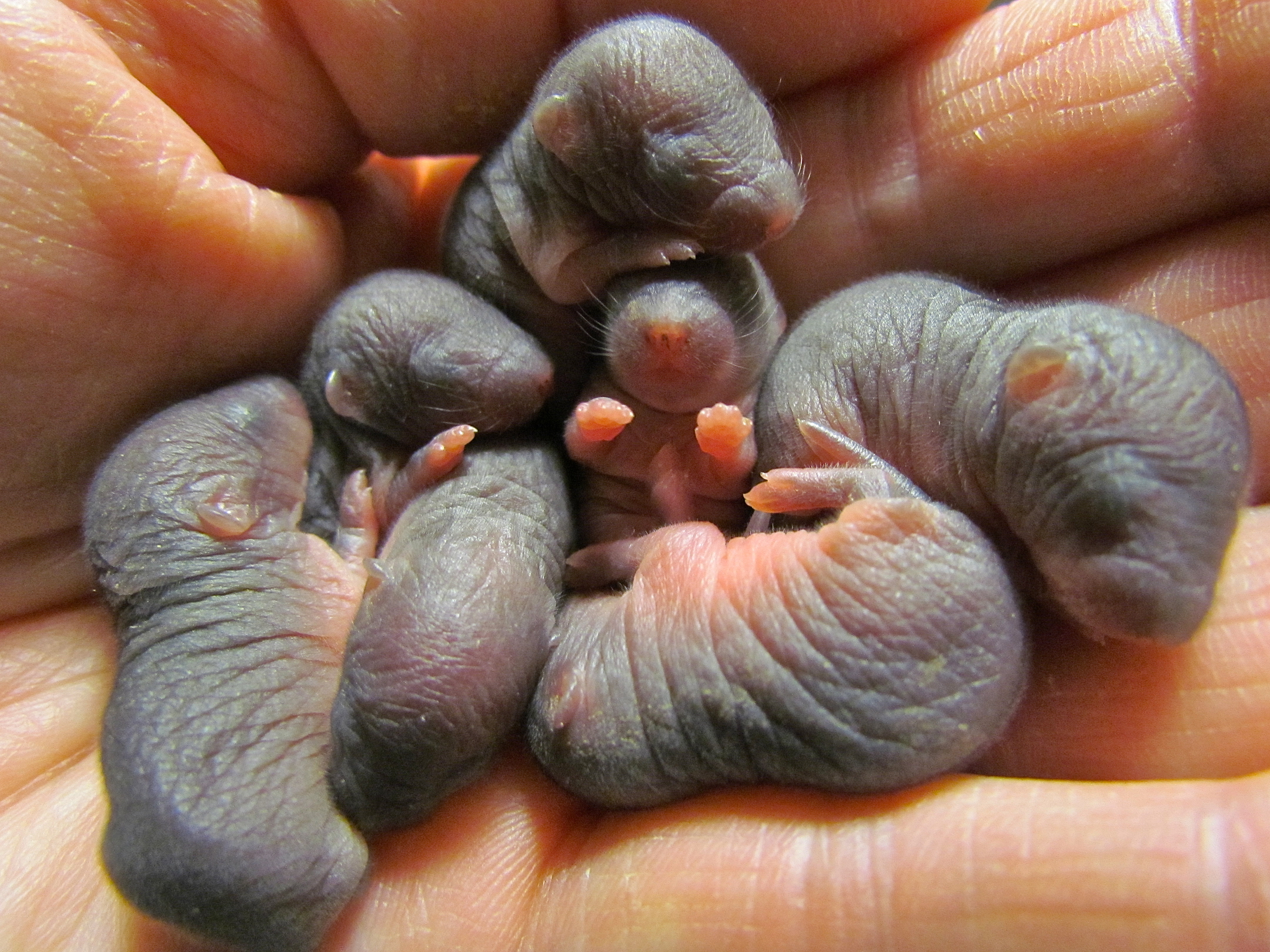
Mláďata
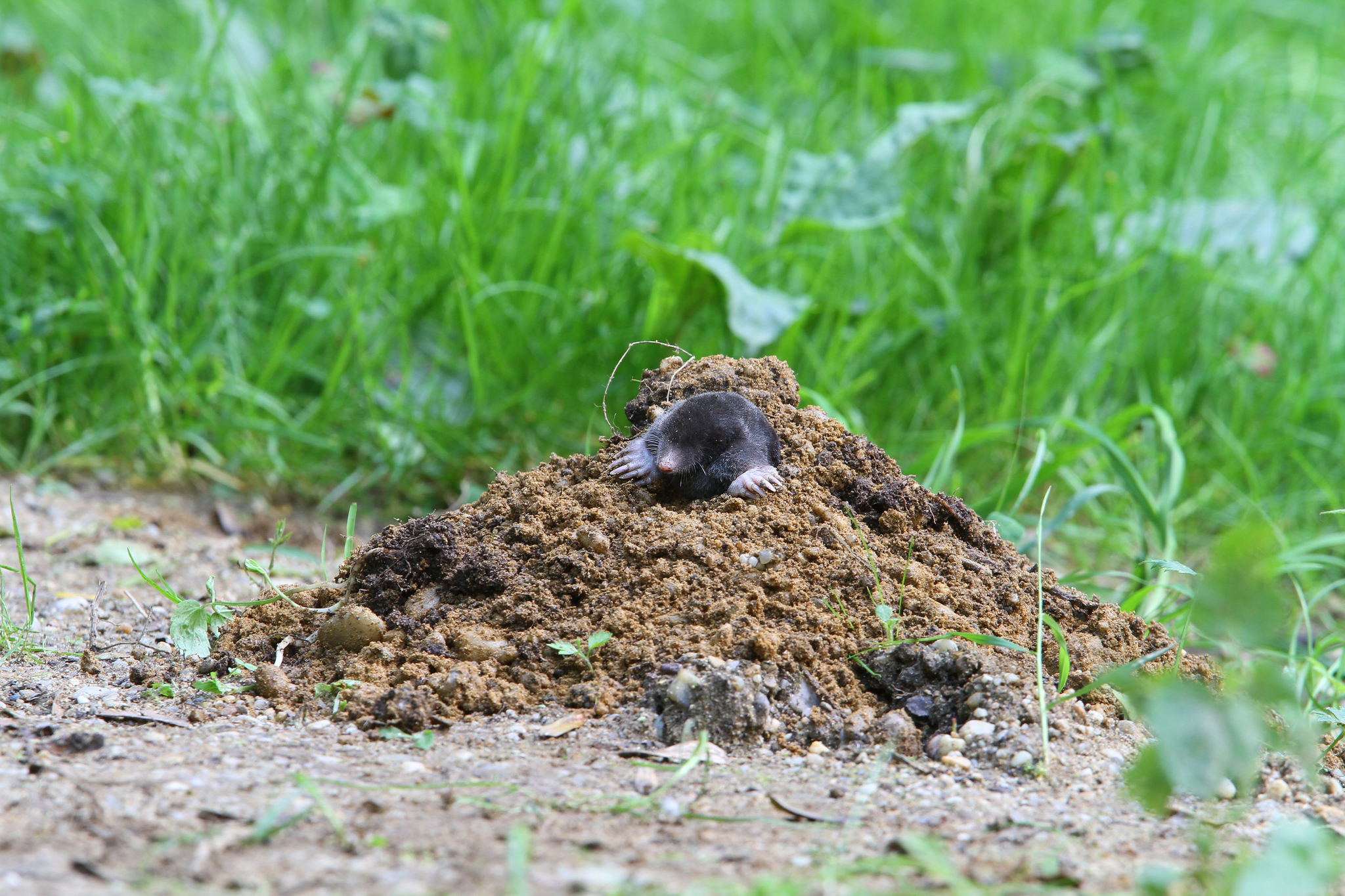
Krtek v krtině
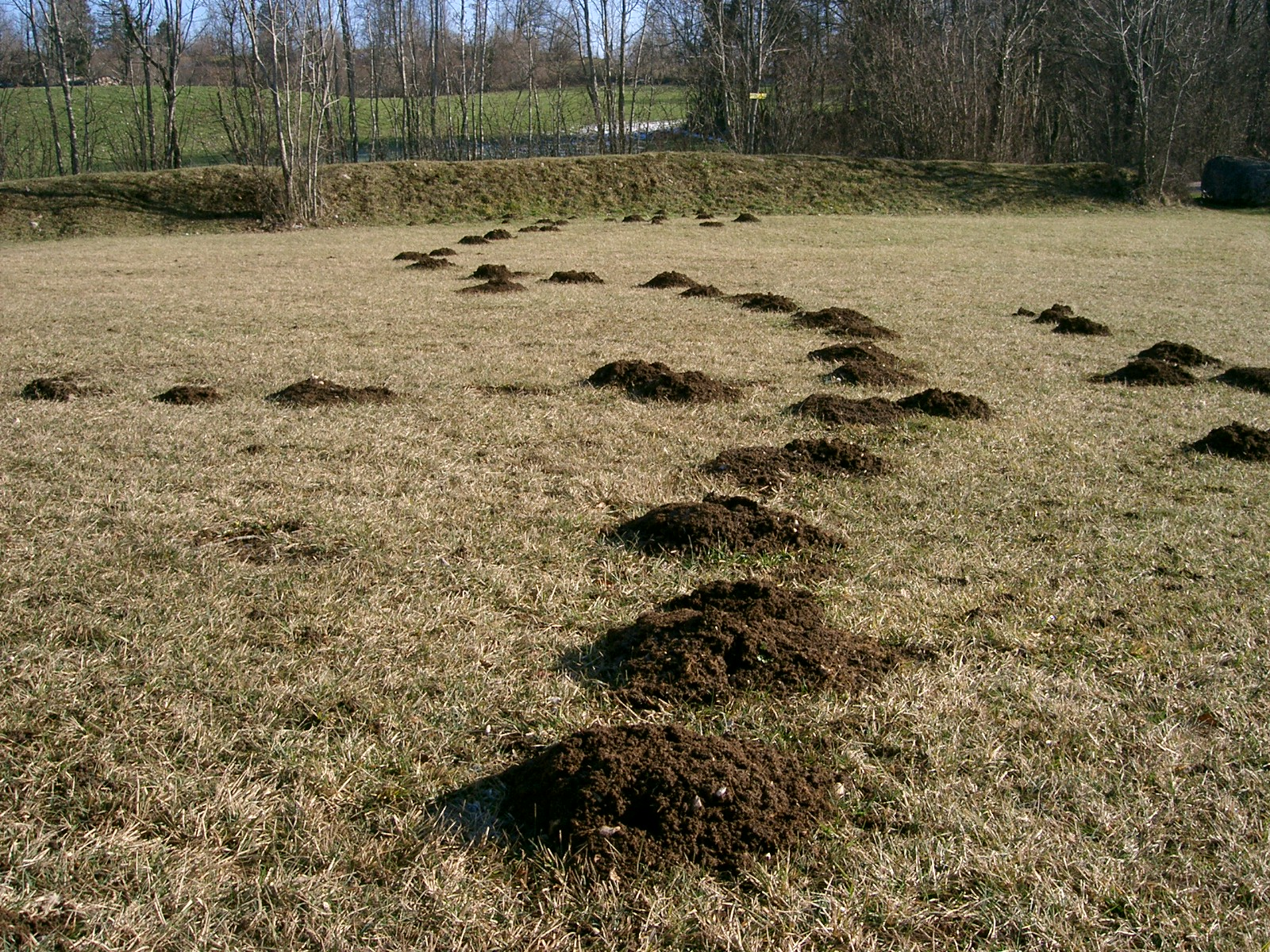
Krtiny
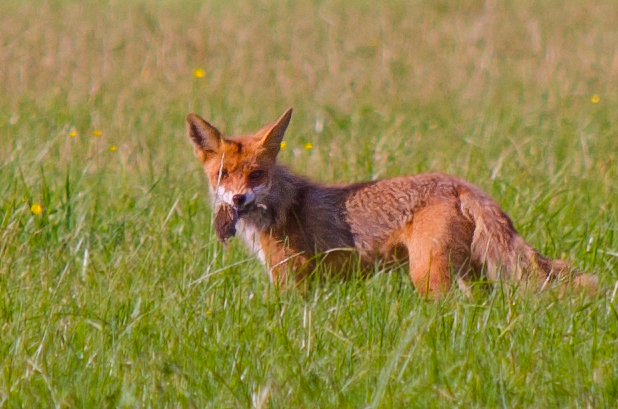
Liška s uloveným krtkem
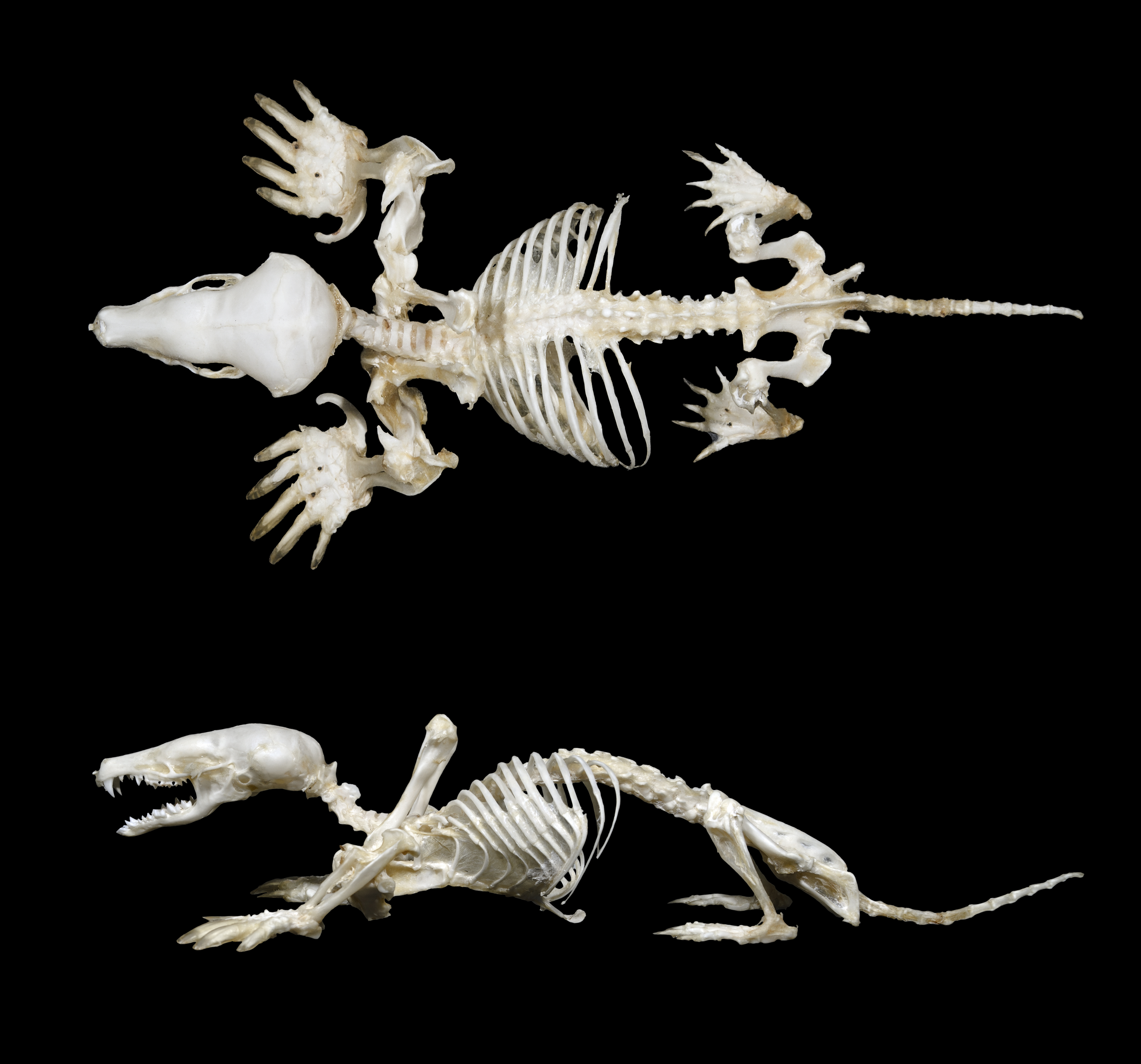
Kostra krtka obecného

Potrava krtka obecného

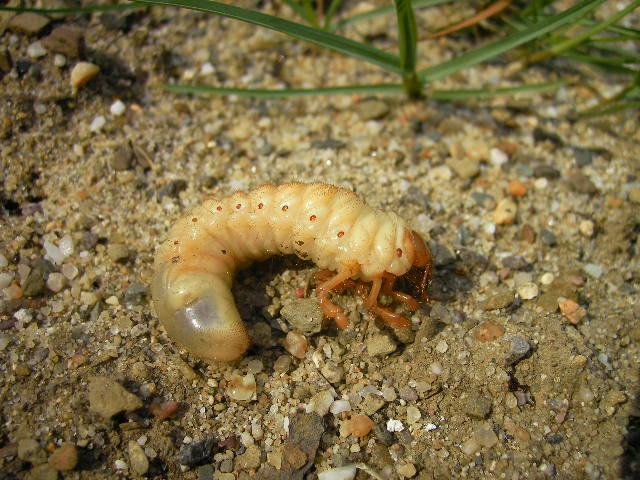
larvy chrousta obecného čili ponravy
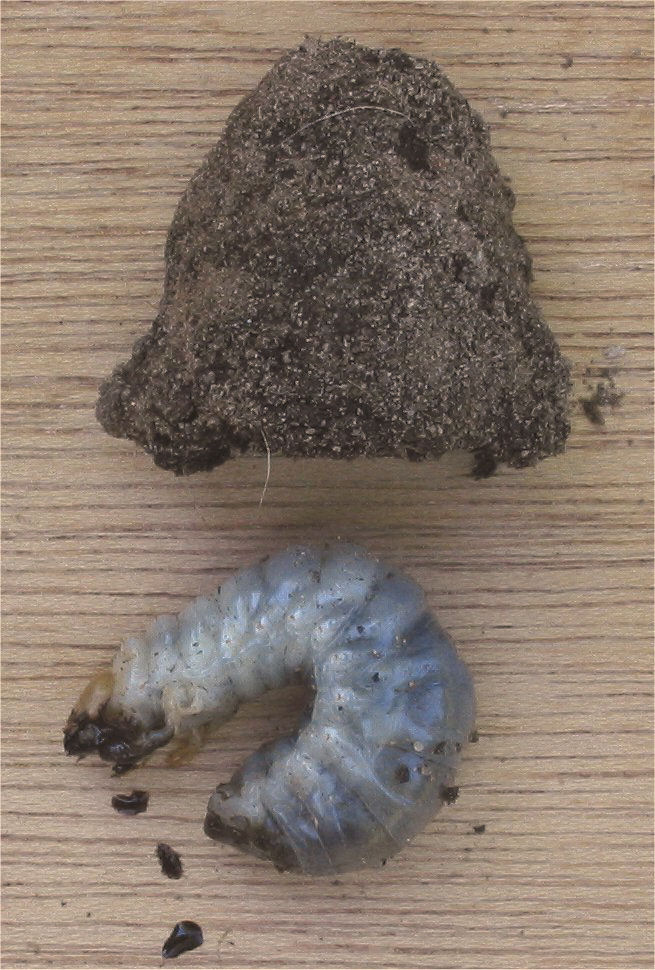
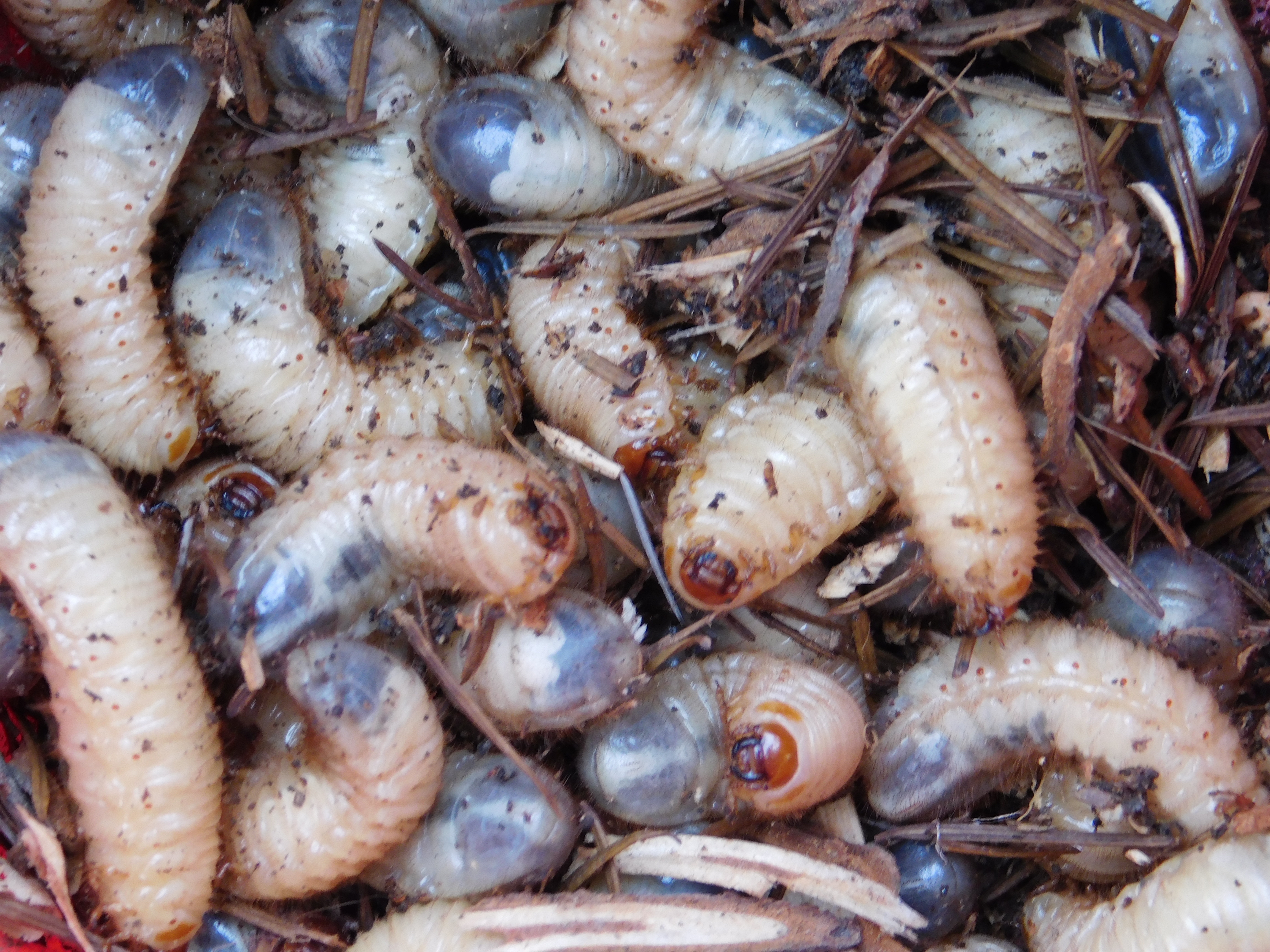
larvy chroustka letního
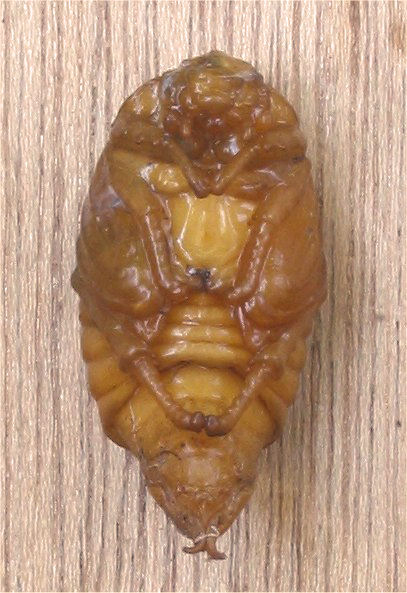
kukly chrousta obecného
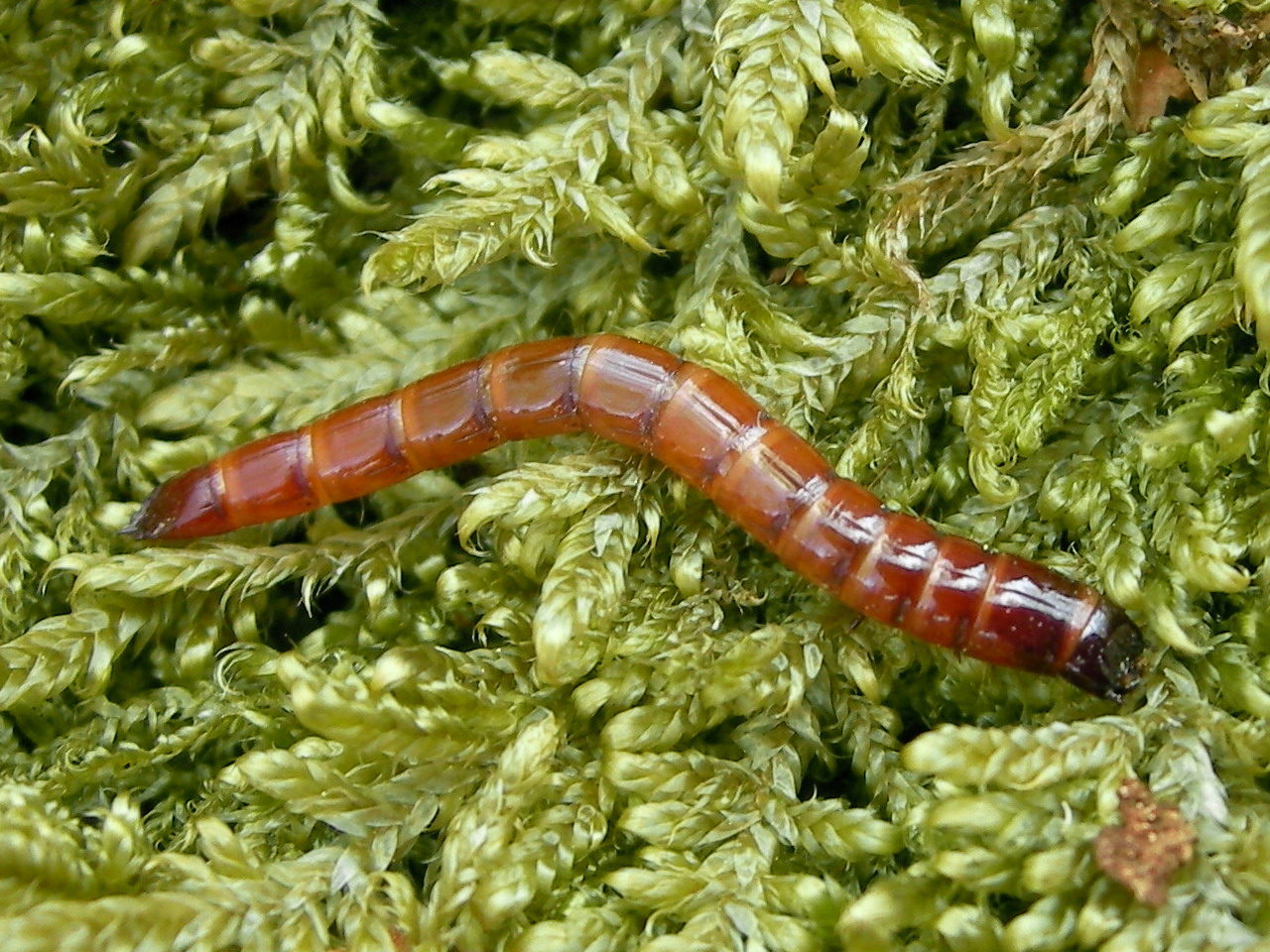
larvy kovaříků (drátovci); zde larva kovaříka obilního
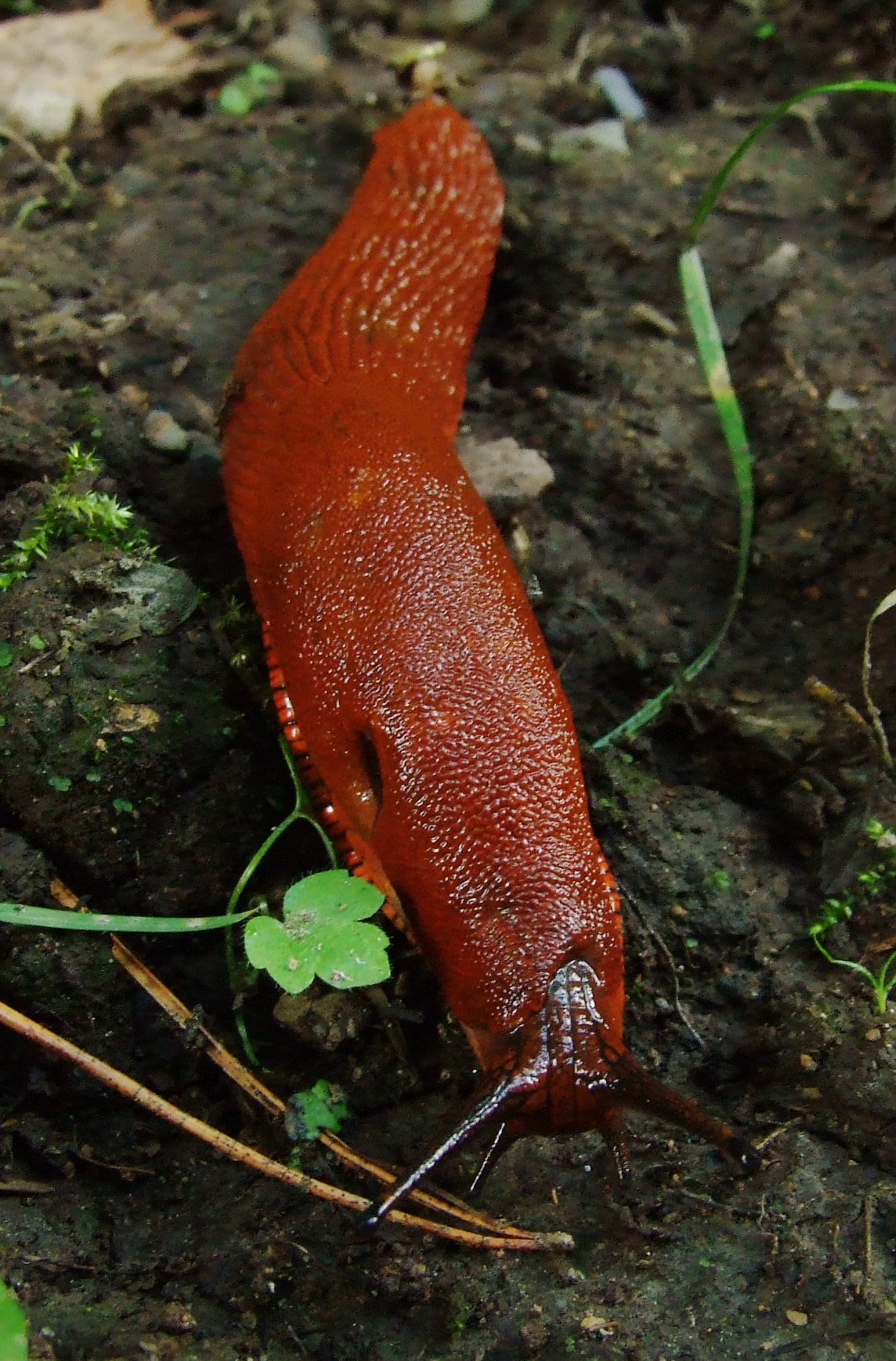
plzáci ukrytí v půdě